# Hökarängen
Hökarängen är en stadsdel i Farsta stadsdelsområde i Söderort i Stockholms kommun. Det moderna Hökarängen växte fram som en planerad förort på 1940-talet och bebyggelsen domineras idag av bostadsområden byggda 1946–1954. Befolkningen, som uppgick till 45 personer 1946, ökade till som mest 16 000 personer 1952. Stadsdelen var ett av de första exemplen på de många nya förorter som byggdes längs med den nya tunnelbanan decennierna efter andra världskriget, och den bilfria centrumanläggningen ritad av David Helldén kom att bli stilbildande för planeringen av nya förorter i Sverige och för efterkrigstidens folkhemsarkitektur. Stadsdelen gränsar till Gubbängen, Sköndal, Farsta och Fagersjö.

## Tidig historia

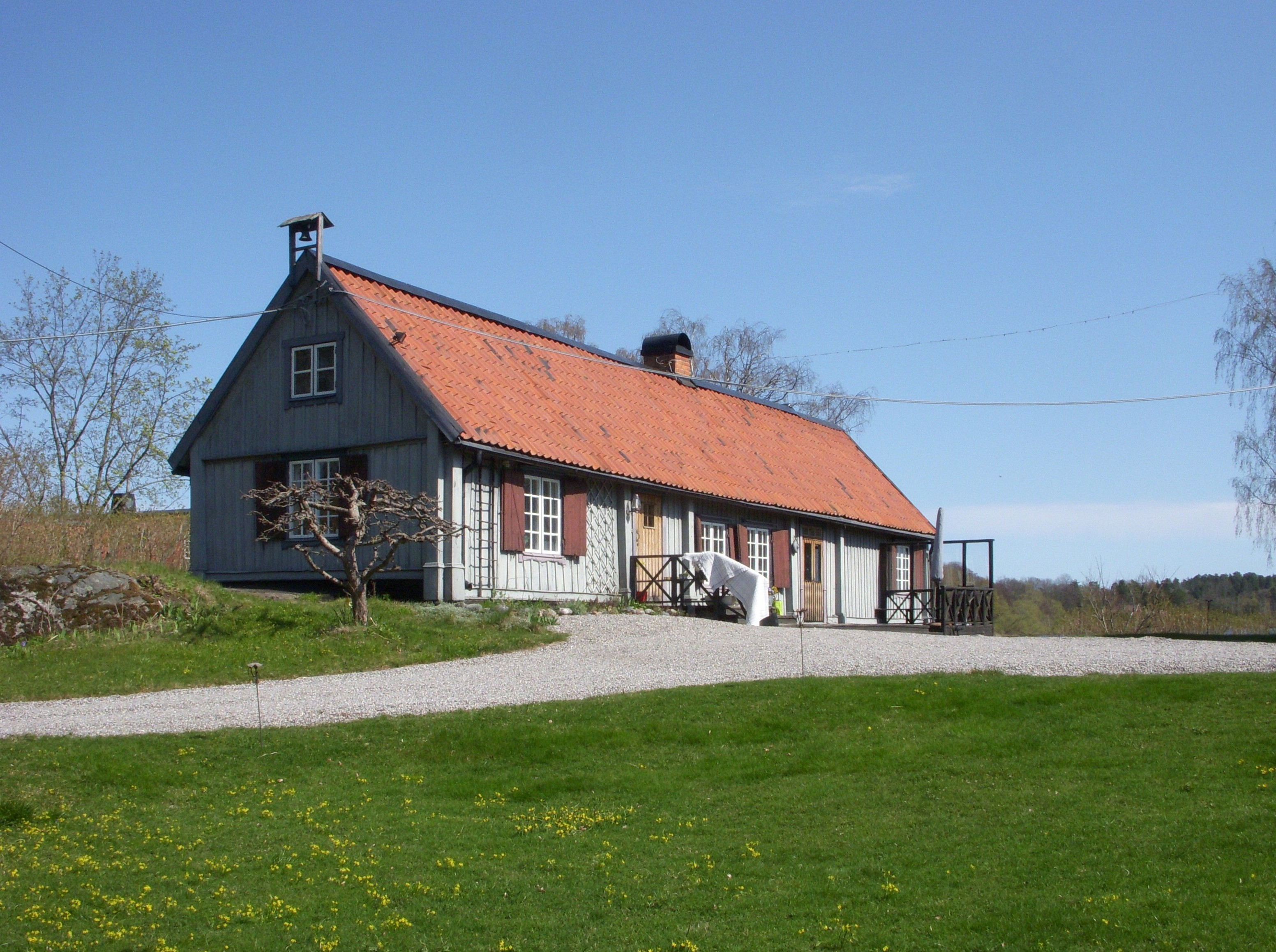
Hökarängens gård som gett namn åt stadsdelen men idag hör till Farsta.

Hökarängen nämns i en urkund från 1715 som ett torp under Farsta gård i Brännkyrka socken. I slutet av 1700-talet var Hökarängen ett frälsetorp som tillhörde en köpman från Stockholmssläkten Pauli. Under hans tid rustades Hökarängens gård upp, och dagens byggnader uppfördes kring sekelskiftet 1800. Under mitten av 1800-talet var Hökarängen under 50 år utarrenderat till två stockholmare.
Kring sekelskiftet 1900 började Stockholm på allvar att expandera och befolkningsökningen gjorde att områdena kring staden började att tas i anspråk. Med Djursholm och Saltsjöbaden som förebilder gjordes flera försök att etablera villastäder söder om Stockholm. Misslyckade försök gjordes i Rönninge och Tullinge. Ett tredje försök gjordes av två grosshandlare som 1901 bildade AB Södertörns villastad och köpte upp Farsta med bland annat Hökarängen. Några villor uppfördes nära Magelungen men i övrigt misslyckades projektet.
I början av 1900-talet började också Stockholms stad att köpa upp mark i söderort för framtida utbyggnader. Enskede gård inköptes 1904, Årsta 1905, Gubbängen 1908 och 1912 resterna av Södertörns villastads ägor. I början av 1920-talet startade elektrifieringen av området och 1931 delades Brännkyrka församling och Hökarängen kom att tillhöra Enskede församling. Genom en ändring av stadsdelsgränserna kom Hökarängens gård att 1934 hamna inom stadsdelen Farsta.
Det som efter 1950-talet blev stadsdelen Hökarängen byggdes på mark som tillhörde Farsta gård. Där låg tre torp, Starrmyran, Lugnet och Bergholm som utgjorde den enda bebyggelsen i det som senare skulle bli Hökarängen. Samtliga tre torp revs i takt med att den nya bebyggelsen växte fram. Ursprungligen skulle den nya stadsdelen heta "Södra Gubbängen". Men det långa avståndet över Gubbängsfältet gjorde att man stannade vid namnet Hökarängen.

## Dagens Hökarängen växer fram

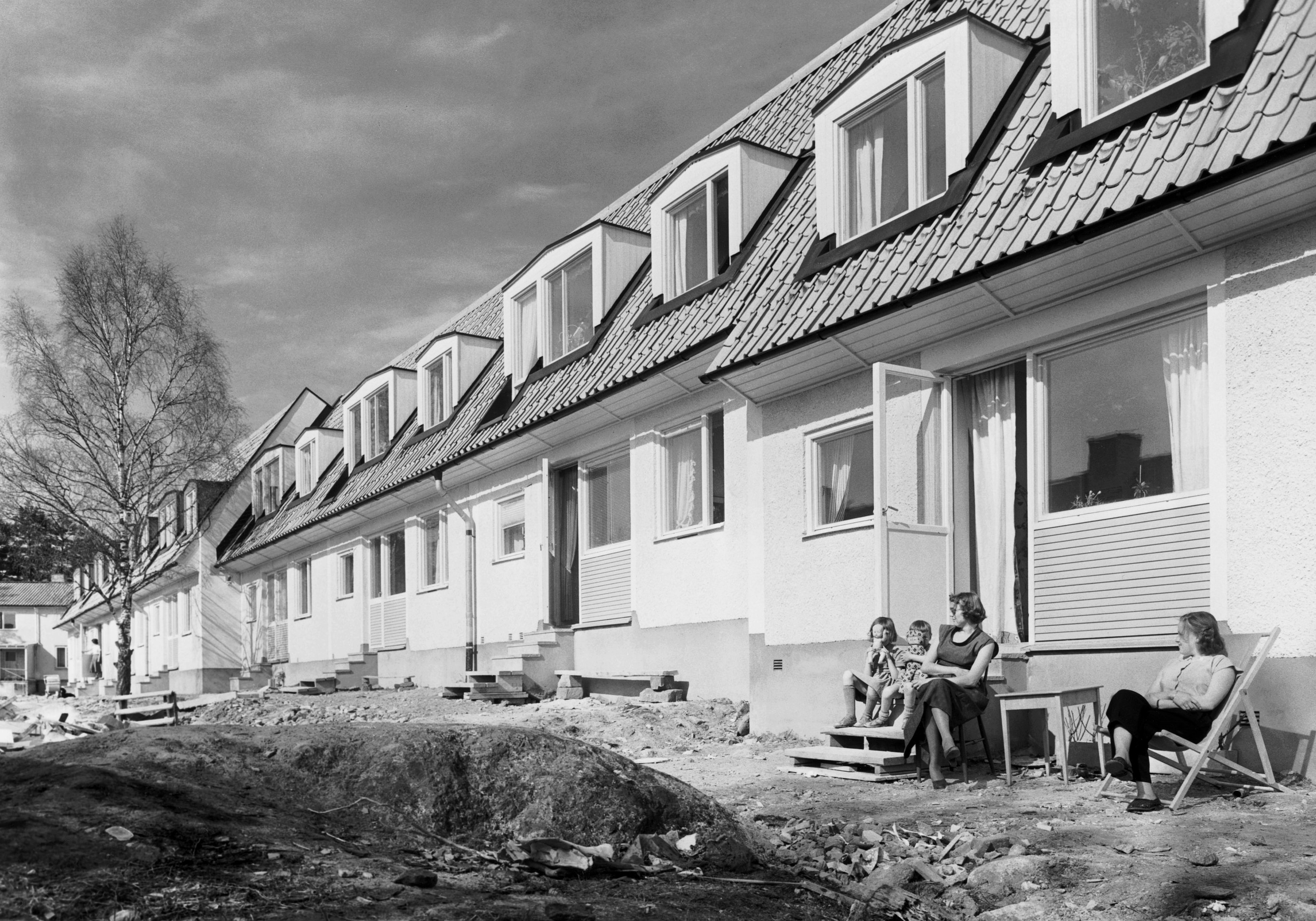
Skönstaholms radhus på 1950-talet.

Planeringen av det moderna Hökarängen startade 1940 då en stadsplanetävling utlystes, den så kallade Gubbängenstävlingen. Tävlingen omfattade två områden, Gubbängen och Hökarängen. Borgarrådet Yngve Larsson initierade en stadsplaneutredning för den fortsatte planeringen som kom att ledas av Erland Hofsten. Utredning angående stadsplanen för Gubbängen publicerades i slutet av 1943 och kom att spela stor roll för stadsplaneringen i Sverige under efterkrigstiden. Översiktsplanen för Hökarängen antogs 1944 och byggandet startade vintern 1946 och området var under resten av 1940-talet en stor byggnadsarbetsplats. David Helldén fick 1947 i uppdrag av Sven Markelius att rita centrumanläggningen, som han utformade i samråd med Markelius.
Från stadens sida var förutom Markelius, som 1944 efterträtt Albert Lilienberg som stadsplanedirektör, även Carl Fredrik Ahlberg inblandad i utformningen av Hökarängen. Vid sin sida hade de stadsträdgårdsmästarna vid parkförvaltningen, Holger Blom och Erik Glemme. Under deras ledning anlitades några av tidens främsta arkitekter för att rita de olika områdena.
Hökarängen och Gubbängen förverkliga delar av de idéer om nya förortssamhällena som redovisas i utredningen Det framtida Stockholm, bland annat fick idéerna om grannskapsplanering här sitt genombrott. En bärande tanke i grannskapsplaneringen är urskiljbara enheter som de boende kan känna sig hemma i. I Hökarängen förstärks detta genom att de olika områdena skiljs åt av sparad natur och parkstråk som skjuter in mellan områdena. Parkerna har anlagts i vad som kallats den nordiska romantiska funktionalistiska andan, även kallad Stockholmsstilen. En stil präglad av Blom och Glemme.
Den dominerande byggherren var allmännyttan.

## Befolkningsutveckling
När skapandet av det moderna Hökarängen inleddes 1946 fanns 45 personer mantalsskrivna i området. Ett år senare hade befolkningen stigit till drygt 1 200 och 1948 bodde över 5 000 personer i den nya förorten. När stadsdelen till största del var färdigbyggd 1952 var befolkningen uppe i 16 000, något mer än man planerat för. Befolkningen som flyttade in var yngre än i innerstaden, bara 5 procent var över 65 (jämfört med 10% inne i staden) och kvinnoöverskottet var mindre (1 300 per 1 000 män jämfört med innerstadens 1 700). Från 1953 började befolkningen att minska, vilket fortsatte under 1960-talet trots att cirka 400 nya lägenheter byggdes. I mitten av 1980-talet stabiliserade befolkningen kring 7 500 invånare.
Befolkningen var 7 900 år 2004 efter att flera nybyggnationer hade skett på 1990-talet.

## Bebyggelse

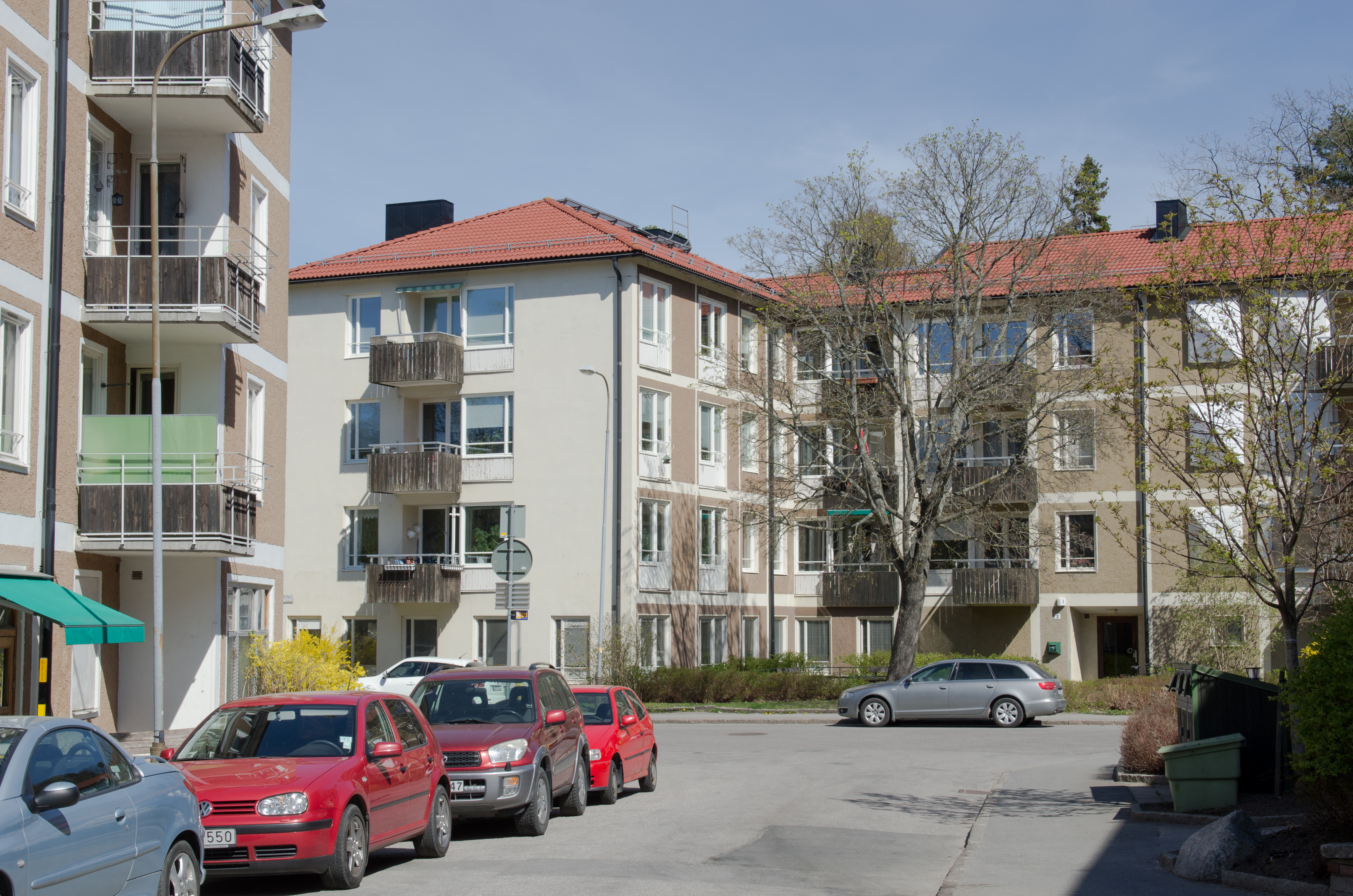
Bebyggelse i Tobaksområdet.

Hökarängens bostadsområden uppfördes som separata delar, och placerades ut i den kuperade terrängen. Merparten av bebyggelsen uppfördes under 1940- och 1950-talet och består till största del av 3–4 våningar höga lamellhus kombinerat med enstaka punkthus. I Skönstaholm uppfördes radhus, som uppläts med hyresrätt. Bebyggelsen utökades på 1960-talet och genom nutida förtätningar.
Bebyggelse från 1940- och 1950-talet i Hökarängen är homogen med relativ låg bebyggelse kombinerad med enstaka, något högre punkthus. Fasaderna domineras av grov spritputs i varma jordfärger, ofta kombinerat med ljusare slätputsade fönsteromfattningar och knutar. På flera hus har fasaden delats med geometriska mönster. Bland färgerna som valts finns brungrå spritputs samt röda, ockra och gröna kulörer. Även gult och rött tegel förekommer. Typisk för bebyggelsen är omsorgsfullt utformade detaljer och valda material, samt variation i utformningen av balkonger, portar och fönster vilket skapar en variation inom den homogena ramen.
Ett flertal av tidens ledande arkitekter deltog i utformningen av den nya bebyggelsen, bland annat Ancker-Gate-Lindegren, David Helldén, Ernst Grönwall och Georg Varhelyi.

### Centrum

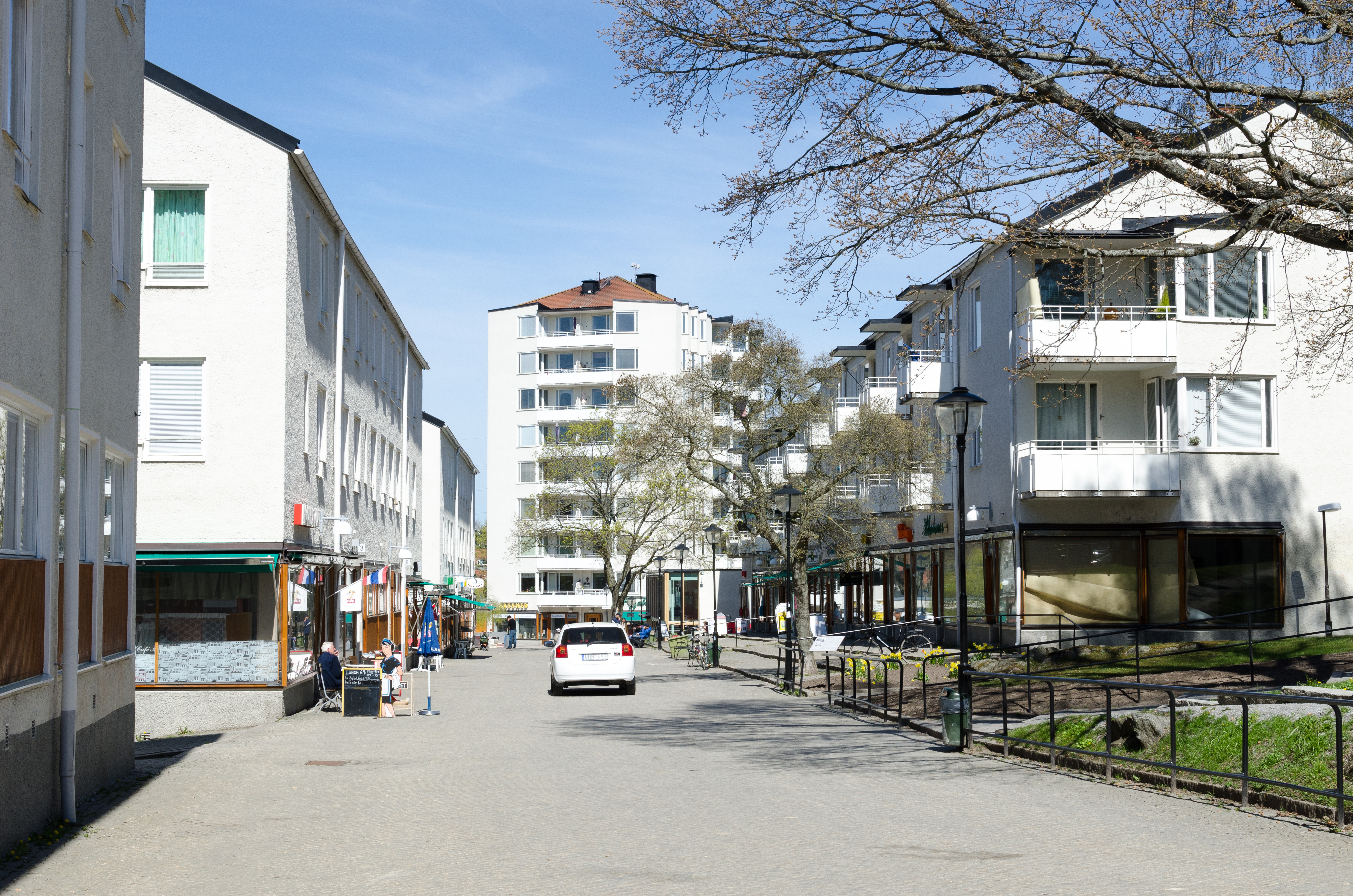
Hökarängens bilfria gågata 2012.

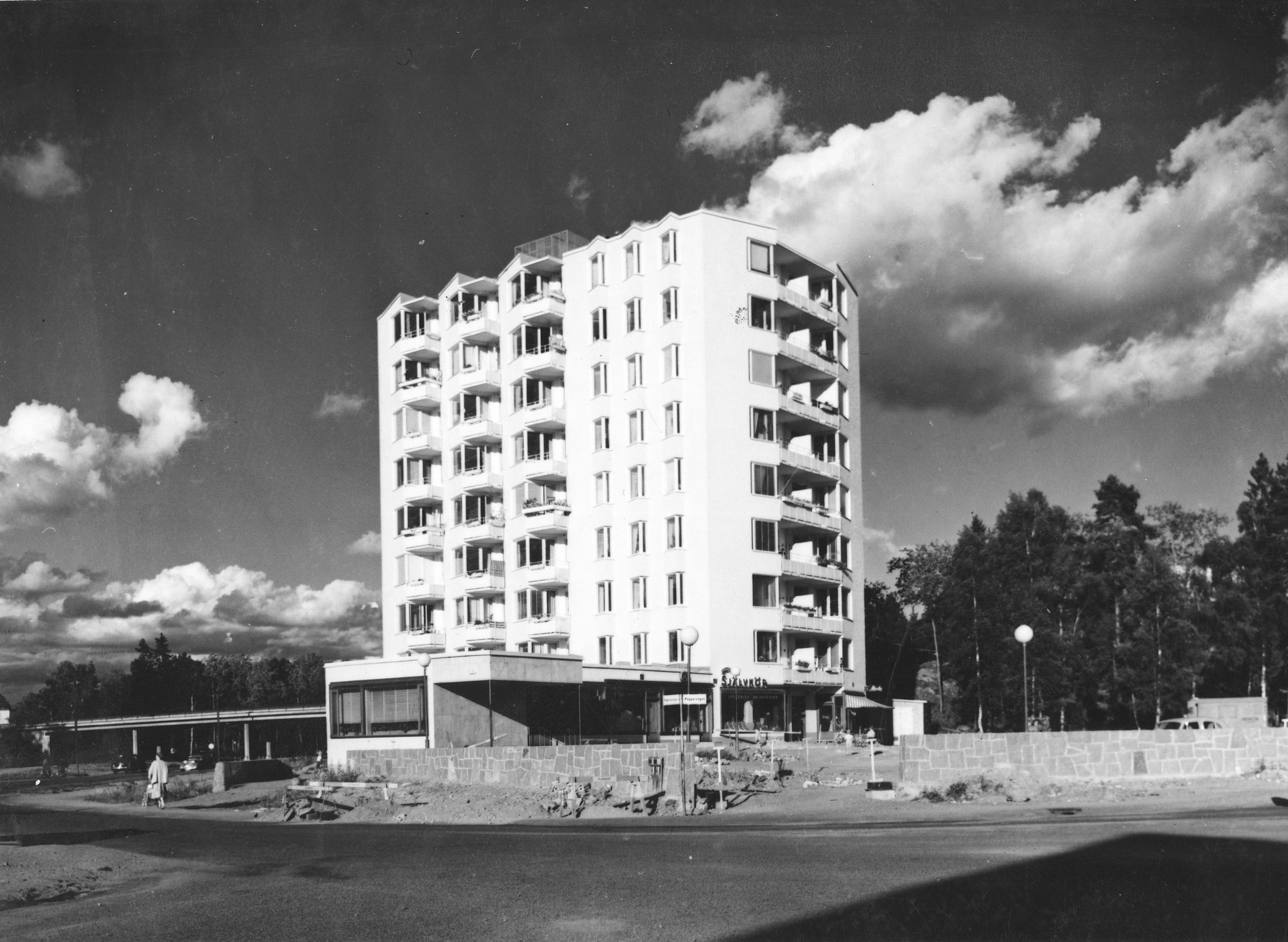
Det nyuppförda höghuset i Hökarängen, tidigt 1950-tal.

Hökarängens centrum kom i likhet med samtida nybyggnationer som Kärrtorp, Västertorp och Bagarmossen att markeras med ett högt punkthus. Den slutliga utformningen av centrumet fanns inte med i Hoffstens stadsplaneringsutredning för Gubbängen. Enligt de ursprungliga planerna skulle ett större torg finnas i det norra området, och ett mindre i det södra delen (dagens Hökarängen). Planeringen av centrumet var vilande under de första byggåren, under tiden växte ett intresse fram för ett mer utvecklat centrum. I samråd med Stockholms köpmannaförbund togs ett förslag fram på en ny tomt 1947 och planen godkändes 1949. Planen utformades av David Helldén och bestod av ett öppet torg och 8 våningar högt höghus.
Helldén drev tillsammans med Sven Markelius och Carl Fredrik Ahlberg igenom att butikerna i centrumet skulle vända sina skyltfönster och ingångar mot ett centralt gångstråk medan lastning och lossning till butikerna skulle ske från husens baksidor. Samma arkitekter hade tidigare lanserat samma idé för det nya hötorgscity där Sergelgatan skulle bli gågata, men Hökarängen blev det första centrumet där det genomfördes i Sverige.
| ”               | I stadsbilden accentuerade Helldén centrumanläggningen med ett plastiskt utformat höghus, som ifråga om skulptural skönhet utgör något av det bästa modernismen presterat i det här landet. | „ |
| – Martin Rörby, | |   |

Heldéns plan kom att förverkligas med två undantag, höghuset bantades till nio våningar och en planerad lägre byggnad vid torget med en biograf och restaurang uppfördes inte. Istället byggdes en butiksbarack som efter en brand ersattes av dagens butiksbyggnad. Punkthuset vid torget bildar en fond för den svagt sluttande gågatan som kantas av tre våningar höga lamellhus med butiker i bottenvåningen.

### Tobaksområdet

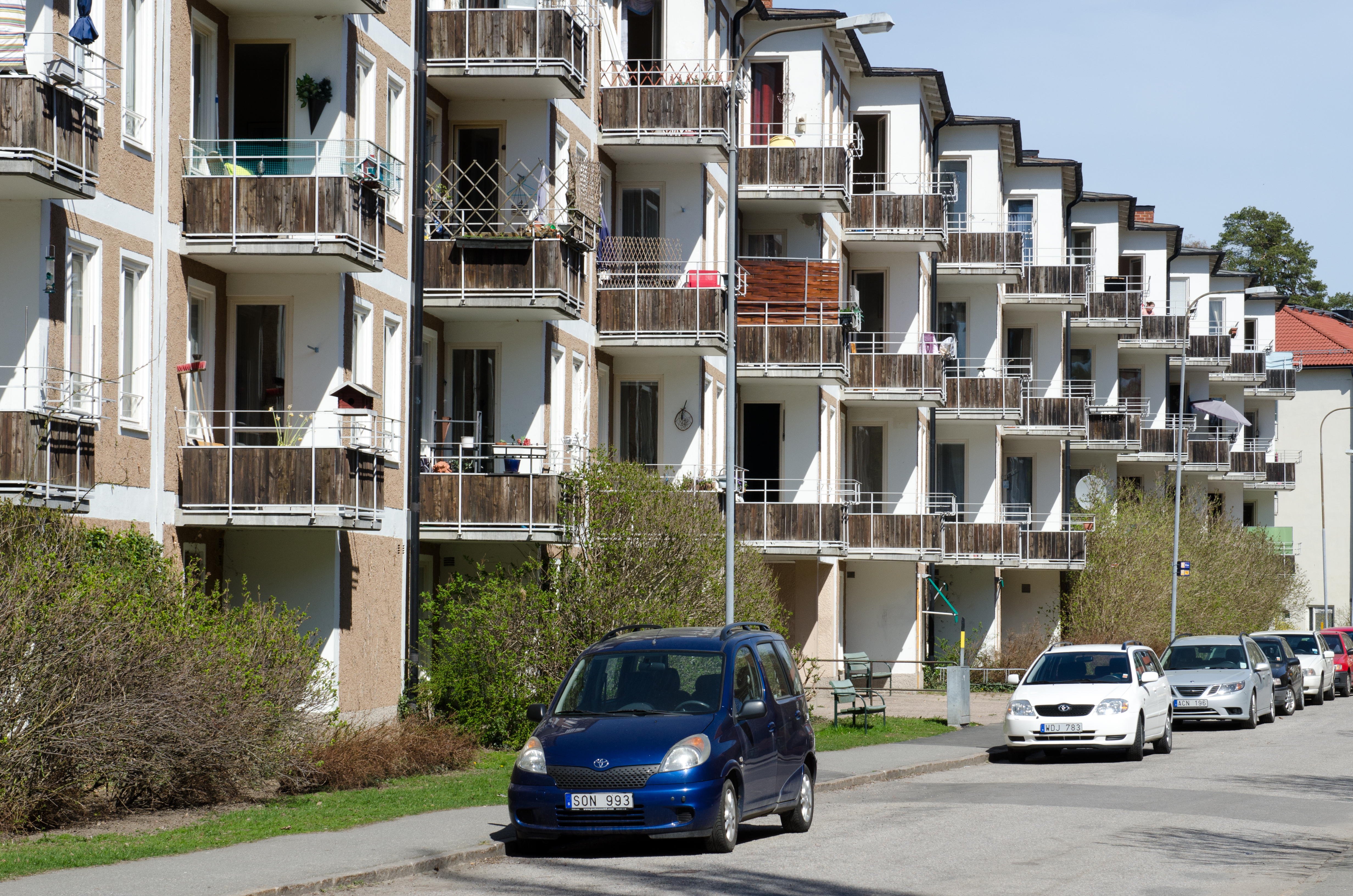
Sjöskumspipan 4 i Tobaksområdet.

Tobaksområdet består av 16 lamellhus ursprungligen planerade för 600 lägenheter. Stadsplanen upprättades av stadsplanekontoret och mindre justeringar gjordes av områdets arkitekt David Helldén. Till justeringarna hörde en ändring som gjorde sicksackshuset möjligt. Området har fler särdrag som är typiska för Hökarängen, genom att de inre husen står vinkelräta mot varandra bildas gårdsrum och de yttre gränsar till mot park- och naturmark.
Området har en variation i fasadval. Några av husen har tegelfasader, sicksackshuset har en veckad fasad med förskjutna fasadpartier medan resten av husen har putsade fasader som ansluter mer till Hökarängens övriga bebyggelse. De putsade fasaderna är ljusare än övriga områden i Hökarängen och färgskalan omfattar ljusgrå, varmgrå och gula och röda nyanser. Flera av husen har olika färger på olika delar av huskroppen. Andra genomgående drag på de putsade husen är fönsteromfattningar och våningsmarkeringar i ljus slätputs. Även husens fönster har samma utformning, med höga fönster med en smal sidoruta.
Vid inventeringen (se avsnittet Kulturhistorisk klassning) 2005 fick Sicksackshuset som enda byggnad i Hökarängen en blå märkning, vilket innebär att husets kulturhistoriska värde bedöms motsvara fordringarna för byggnadsminne i kulturmiljölagen.

### Veckodagsområdet

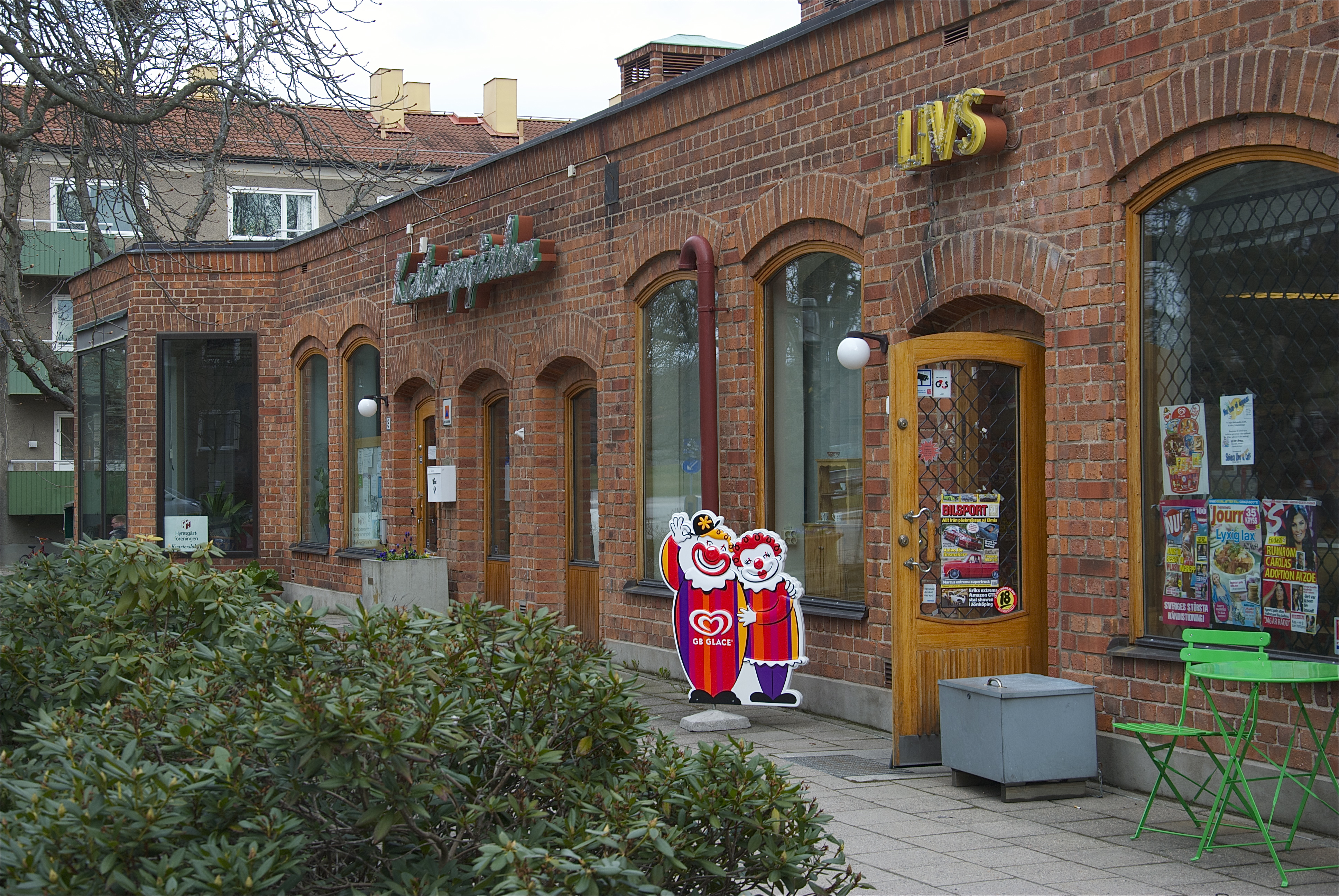
Kastanjegården i Veckodagsområdet. I bakgrunden ett av bostadshusen med de gamla skorstenarna.

Veckodagsområdet är beläget längst österut i Hökarängen, närmast Nynäsvägen. Gatorna fick 1946 namnen Måndagsvägen, Tisdagsvägen osv. Hela veckan är representerad utom Torsdagsvägen som 1951 namnändrades till Skönstaholmsvägen. Området var tänkt att innehålla radhus och fastighetskontoret hade fått in en offert på 258 radhus. Efter andra världskrigets slut hade dock inflyttningen till Stockholm ökat kraftigt och fastighetskontoret ändrade planerna för området. Först till två våningar, och sedan tre våningar höga hyreshus med 500 tvårumslägenheter. Husen var halvpermanenta bostadshus med genomgångslägenheter för bostadslösa familjer som betecknades som katastroffall. Slutligen beslöt man att dela lägenheterna och istället bygga 1 000 enrumslägenheter. Husen byggdes av Byggnads AB Projector som hade startats 1945 av storbyggmästaren Olle Engkvist och Ernst Wohlin som hälftenägare. Arkitekter var Ernst Grönwall och Georg Varhelyi.
Lägenheterna stod färdiga 1947–1948 och var avsedda att användas i tre år som genomgångsbostäder fram till 1951 då politikerna antog att bostadsbristen skulle vara bortbyggd. Området fick snabbt sociala problem då många problemfamiljer flyttade in, och problem med gängbildning och kriminalitet uppstod. Först 1959, åtta år senare än planerat, började man avveckla de provisoriska lösningarna och bygga om husen. De sista byggdes om 1966. På taken finns fortfarande många skorstenar kvar från de tidiga vedspisköken. Områdets yttre lamellhus är sammanbundna av lägre garagelängor och bildar en front mot motorvägen. Planen är öppnare än i Tobaksområdet, och gårdsrummen är öppna med hus endast på långsidorna av kvarteren. De yttre husen har brungrå spritputs medan de inre har dämpade röda och ockrafärgade kulörer.
I området inre ligger Kastanjegården som uppfördes i slutet av 1940-talet. Byggnaden har en särpräglad tegelarkitektur och samlade flera samhällsfunktioner kring en gård. Ursprungligen innehöll den bland annat butik, daghem och samlingslokal.

### Russinhöjden
Russinhöjden var ett av de första områdena som byggdes och i stort följde bebyggelsen stadsplanen. Bebyggelsen består huvudsakligen av tre våningar höga lamellhus med spritputsade fasader i grå, grågröna och gråockra kulörer. Husen har balkonger med  sinuskorrugerade fronter och överliggare av smidesjärn. Husen har ekportar och små skärmtak. Gårdarna rymmer sparad naturmark. Lamellhusen är liksom Veckodagsområdet ritade av Grönwall och Varhelyi. Området rymmer även några sju våningar höga punkthus ritade av Klas Bjerke som i utformning och material liknar lamellhusen.

### Hauptvägsområdet

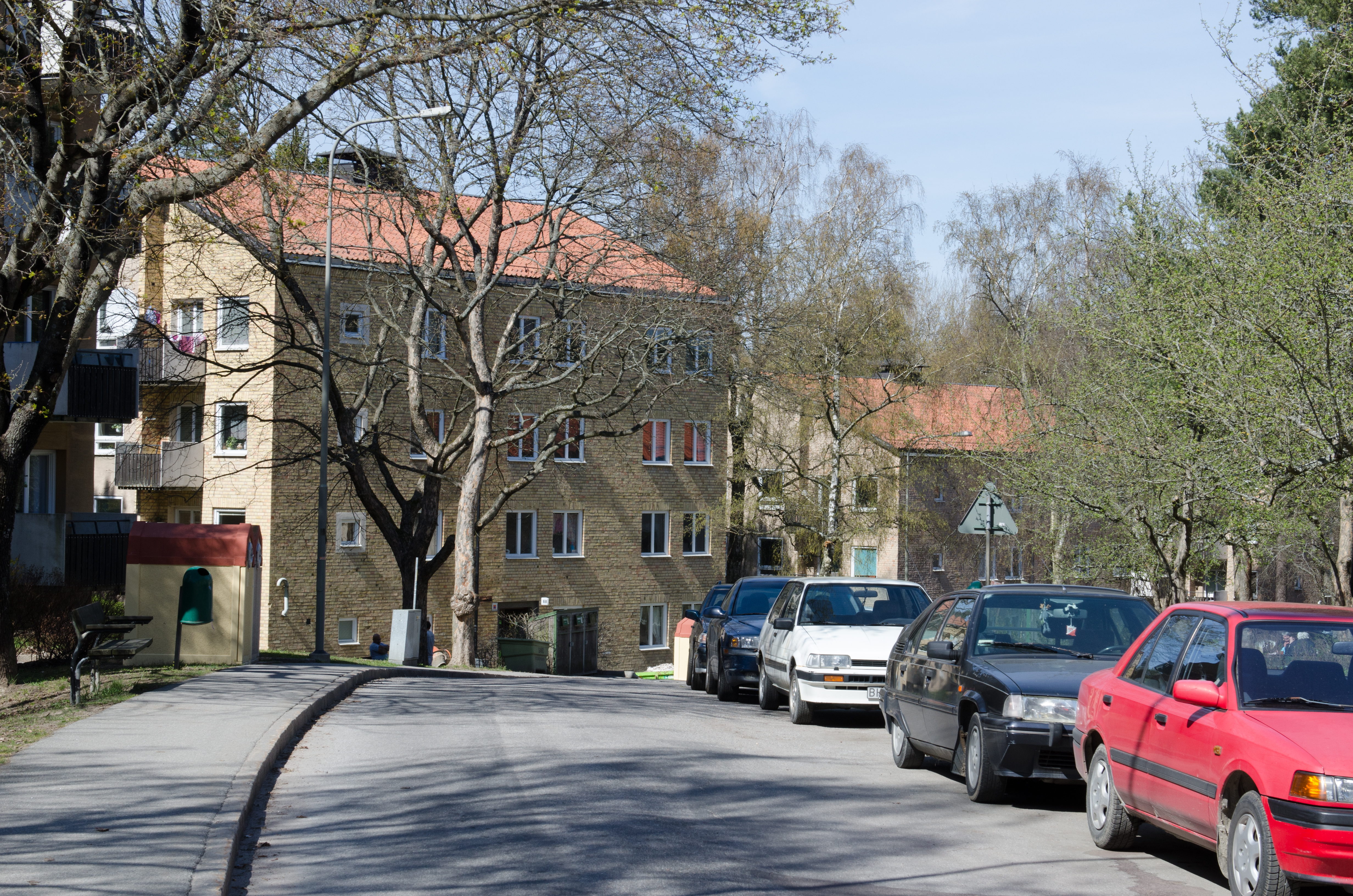
Den yttre ringen med punkthus.

Hauptvägsområdet uppfördes 1949–1950 och består av en inre ring med lamellhus som omger en större gård med naturmark och en lekplats. Runt lamellhusen finns en ring med 10 stycken 3–4 våningar höga punkthus. I souterrängvåningarna i husen finns lokaler, ursprungligen avsedda för bland annat hantverkare och butiker. Arkitekter för området var Ancker-Gate-Lindegren med arkitekterna Sten Lindegren, Bengt Gate och Stig Ancker. Konstnären Olle Bonnier medverkade vid färgsättingen av fasaderna. Området rymmer totalt 400 lägenheter.
Husen i den yttre ringen har delvis tegelfasader och gula färger medan lamellhusen har ofärgad kalkputs. Centralt i området finns Kvarteret Spelbordet som avviker från de andra husen. Spelbordet har en gul tegelfasad med fyra förskjutna fasaddelar med gavelpartier. Namnet kommer från den gustavianska möbelsnickaren Georg Haupt.

### Yrkesgatsområdet
Yrkesgatsområdet uppfördes 1949–1953 i efter ritningar av Edvin Engström. Området är beläget i västra Hökarängen och delas i två delar av Fagersjövägen. Engström var en flitig bostadsarkitekt och ritade bland annat byggnader i Blecktorns- och Rödabergsområdet samt över 500 villor i Södra Ängby. Områdets bebyggelse är typisk för Hökarängen och består av tre våningar höga lamellhus med spritputsade fasader i varma jordfärger. Fönstren och portarna är markerade med tegel och natursten. Mot Fagersjövägen fanns ursprungligen butikslängor som inrymde livsmedelsbutiker.

### Skönstaholm

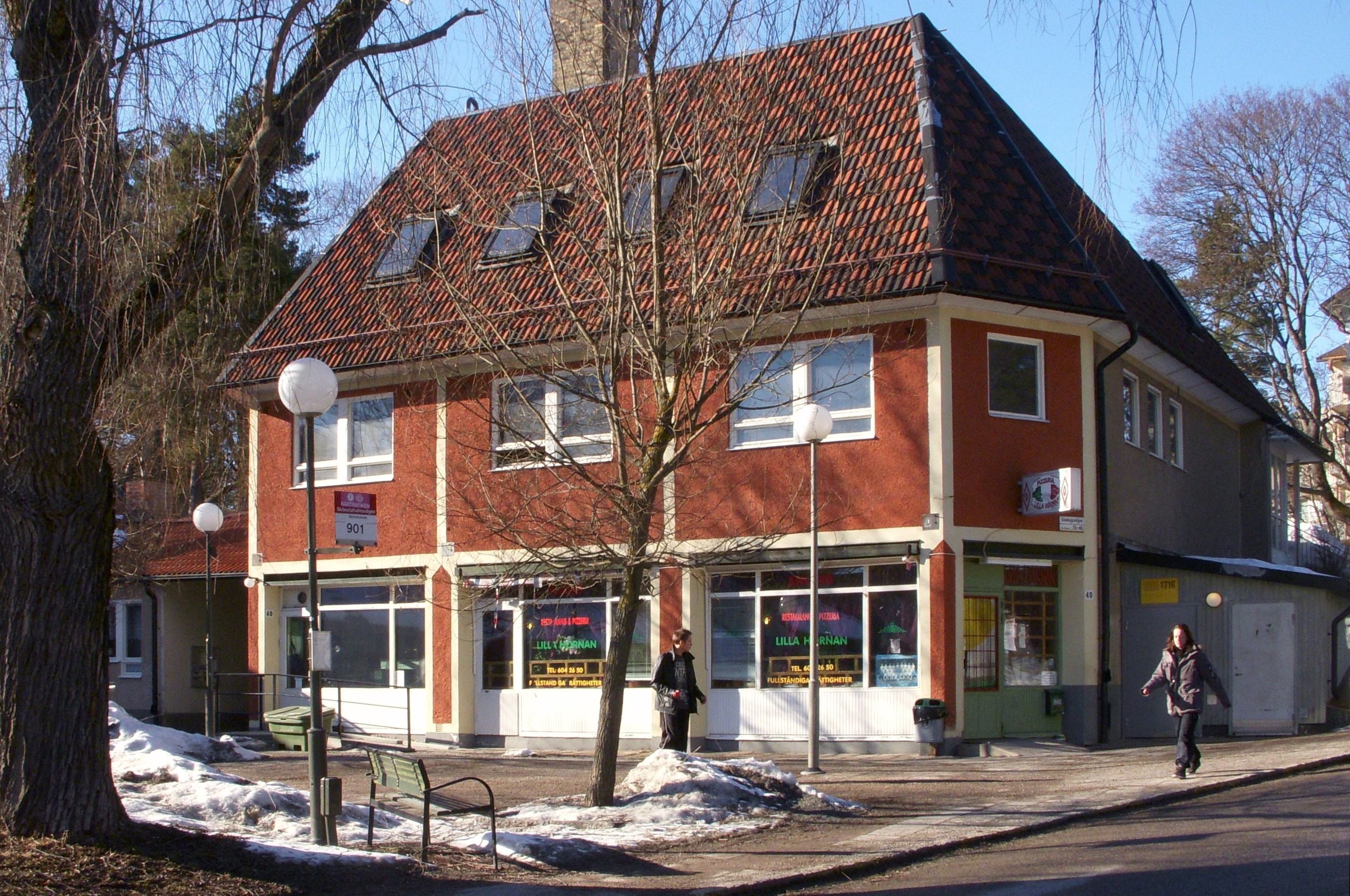
Skönstaholm.

Skönstaholm ligger i Hökarängens sydöstra hörn, och gränsar mot Veckodagsområdet och Nynäsvägen. Större delen av området ligger på en öppen platå med utsikt mot en vik av sjön Drevviken. Till skillnad mot resten av Hökarängen består området av radhus istället för hyreshus. Radhusen uppläts dock också med hyresrätt. Hyreskostnaderna var högre än för lägenheter av samma storlek, och området kom att fyllas av i huvudsak välutbildad medelklass med många arkitekter och ingenjörer bland hyresgästerna.
Området planerades och ritades av Stockholms stads fastighetskontor. Ansvariga arkitekter var Nils Sterner och Erik Dahl medan markplaneringen gjordes av trädgårdsarkitekterna Eric Anjou och Walter Bauer. Arkitekterna ville skapa en omväxlande stadsbild och utnyttjade den befintliga terrängen där de placerade ut varierande hustyper med syfte att åstadkomma ett växelspel mellan öppenhet och slutenhet. Området har fri sikt mot söder och omges på andra sidor av skogspartier. De yttre radhuslängorna är förbundna med varandra genom portiker. Radhuslängornas fasader är på långsidorna utformade i spritputs med varma jordfärger, medan gavlarna är slätputsade.

### Lingvägen

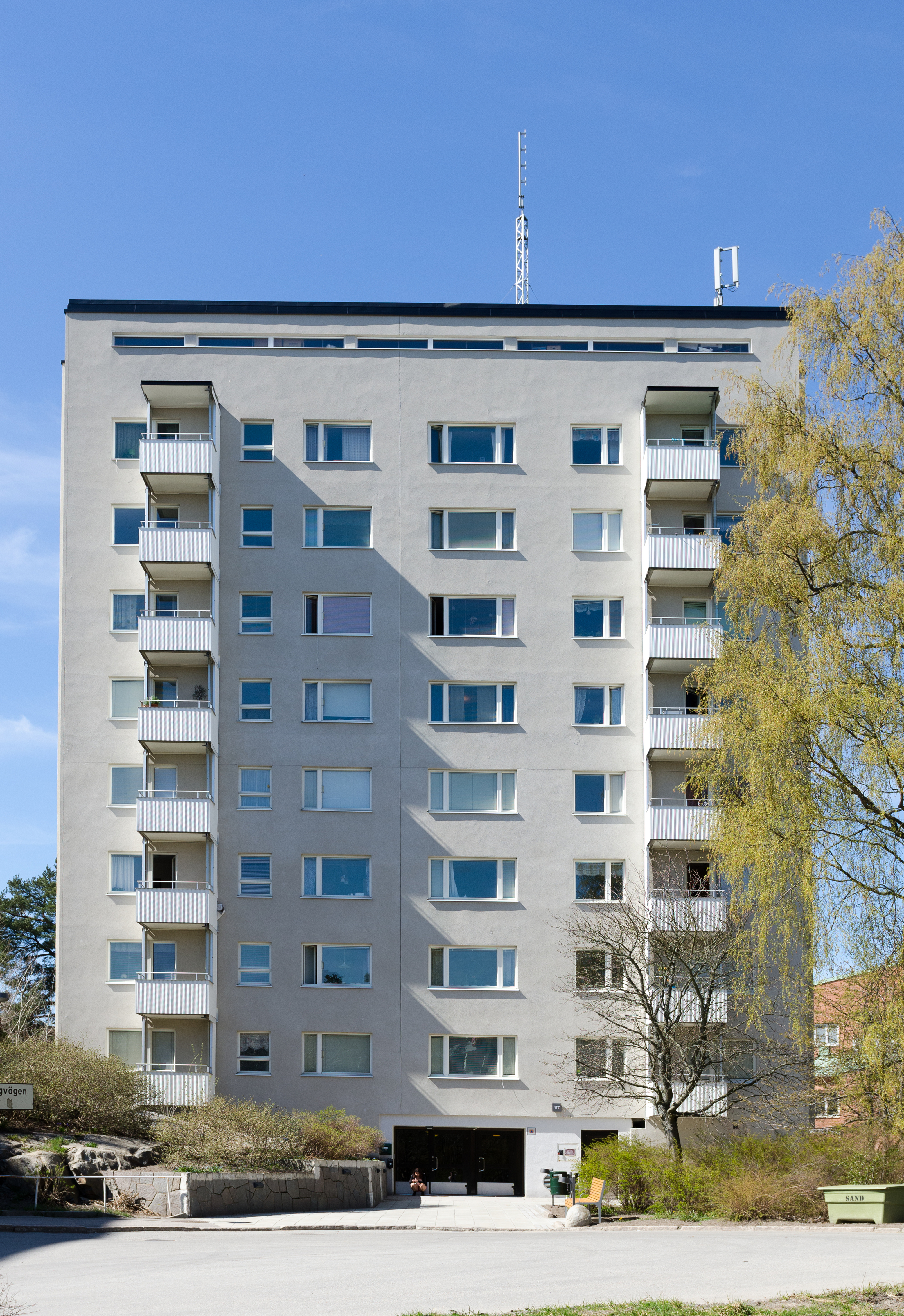
Punkthus på Lingvägen.

Bebyggelsen vid Lingvägen uppfördes 1962 då staden köpte marken och fick en annan karaktär än den drygt tio år äldre bebyggelse i de övriga områdena. Under tiden som gått hade mark- och byggpriserna stigit och byggandet hade börjat förvandlas mot det storskaliga industrialiserade byggandet som kom att prägla de kommande decennierna med miljonprogrammet.
Stadsplanen för området upprättades av Bertil Karlén vid Stadsbyggnadskontoret och består av 10 våningar höga punkthus samt det hästskoformade HSB-huset. Ursprungligen planerades för fem punkthus, men efter protester från de boende i Hökarängen minskades antalet till fyra. Husen har platta tak och fasader i grå betongfärg utan dekorationer.

### Senare komplement
Det fanns 4 549 bostäder i Hökarängen 1994, varav 80 procent i byggnader uppförda före 1951. De allmännyttiga bostadsbolagen ägde vid samma tid 80 procent av bostadsbeståndet, och den dominerade ägaren var Stockholmshem. Sedan dess har flera mindre kompletteringar gjorts inom stadsdelen och ett nytt radhusområde har uppförts i den västra utkanten längs med Fagersjövägen som förbinder Hökarängen med Fagersjö. Vid Söndagsvägen har Riksbyggen uppfört bostadshus. Den största fastighetsägaren är fortfarande Stockholmshem som förvaltar 3 100 bostäder.

#### Kryddgården

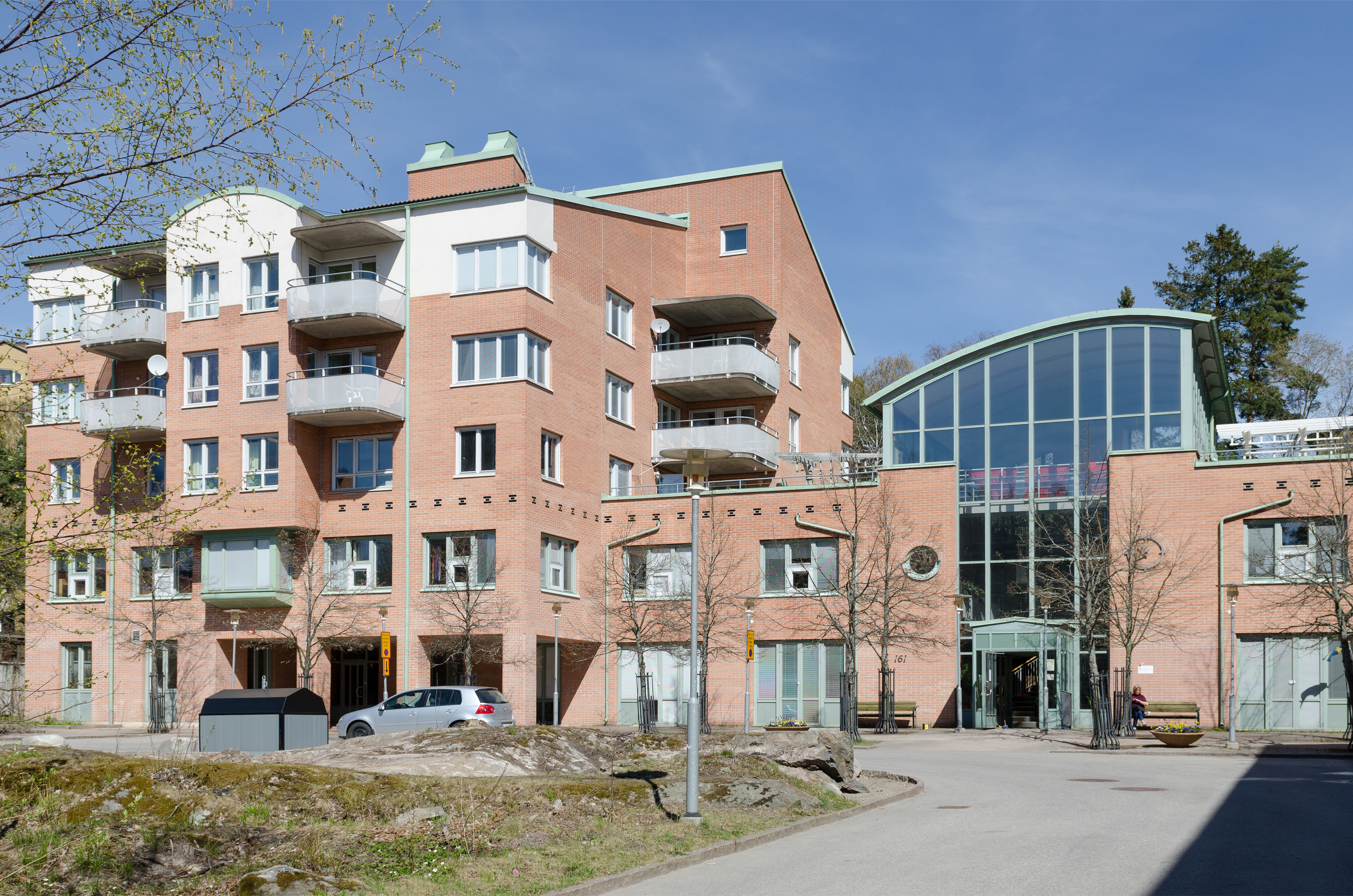
Kryddgården.

Som ett led i upprustningen av Hökarängen uppfördes 1994 ett närservicecenter i kvarteret Kryddpepparen vid Lingvägen. I kvarteret uppfördes tre byggnader som rymmer både vanliga lägenheter och specialanpassade lägenheter, lokaler för skola och förskola, restaurang och café samt fritids- och samlingslokaler. Ansvarig för verksamheten är socialförvaltningen. Arkitekter för nybyggnationen var Brunnberg & Forshed genom arkitekterna Sören Eriksson och Anita Rydman.

#### Morgonen
I kvarteret Morgonen mitt i Veckodagsområdet uppfördes ett punkthus med servicebostäder för äldre 1996. Huset uppfördes intill Kastanjegården och är förbundet med den äldre byggnaden via en glasad gång. Stockholms stadsmuseums inventering (se även nedan) lyfter fram huset som ett ovanligt lyckat exempel på anpassning till en äldre byggnad. Huset var ett av de projekt som Områdesledningen (se nedan) för Hökarängen tog fram. Arkitekt för huset var Loggia arkitekter genom Ylva Larsson medan markplaneringen utfördes av Stina Larsson.

## Ytterstadssatningen och upprustningen av Hökarängen
Under 1980-talet startade ett programarbete för att rusta upp de äldre stadsdelarna i ytterstaden. Flera insatser gjordes för att möta den förändrade ålderstrukturen med allt högre medelålder i stadsdelen och strukturomvandlingen inom handeln som tillsammans med ändrade köpvanor lett till att ungefär hälften av det ursprungliga butiksutbudet i Hökarängen hade försvunnit. Hissar installerades i ett trettiotal trapphus och en ny minibusslinje skapades, samtidigt byggdes nya bostäder i kvarteren Kryddgården och Morgonen. En samarbetsform, Områdesledning, skapades för boende, myndigheter och förvaltning.
Stockholms stad lanserade Ytterstadssatsningen 1994 som var ett samarbete mellan kommunen och de tre kommunala bostadsbolagen. Satsningen fokuserade på behovet av en god yttre miljö och tanken var att de boende i området genom samverkansgrupper skulle initiera förändringar. Satsningen ledde till en del mindre förbättringar i området, men avstannade efter valet 1998.
Ett resultat av satsningarna var att Stockholmshem initierade en renovering av centrumbebyggelsen som inkluderar satsningar på att fasader, skyltar, balkonger och belysning ska få tillbaka ett tidstroget utseende.
Under åren 2011-2015 har bostadsbolaget Stockholmshem satsat på Hökarängen i projektet Hållbara Hökarängen. Målet har varit att bidra till ett mer ekologiskt, socialt och ekonomiskt hållbart Hökarängen. I projektet har det ingått satsningar på miljö och minskad resursförbrukning, utveckling av centrum och en satsning på konst och konstnärer.

## Kulturhistorisk klassning

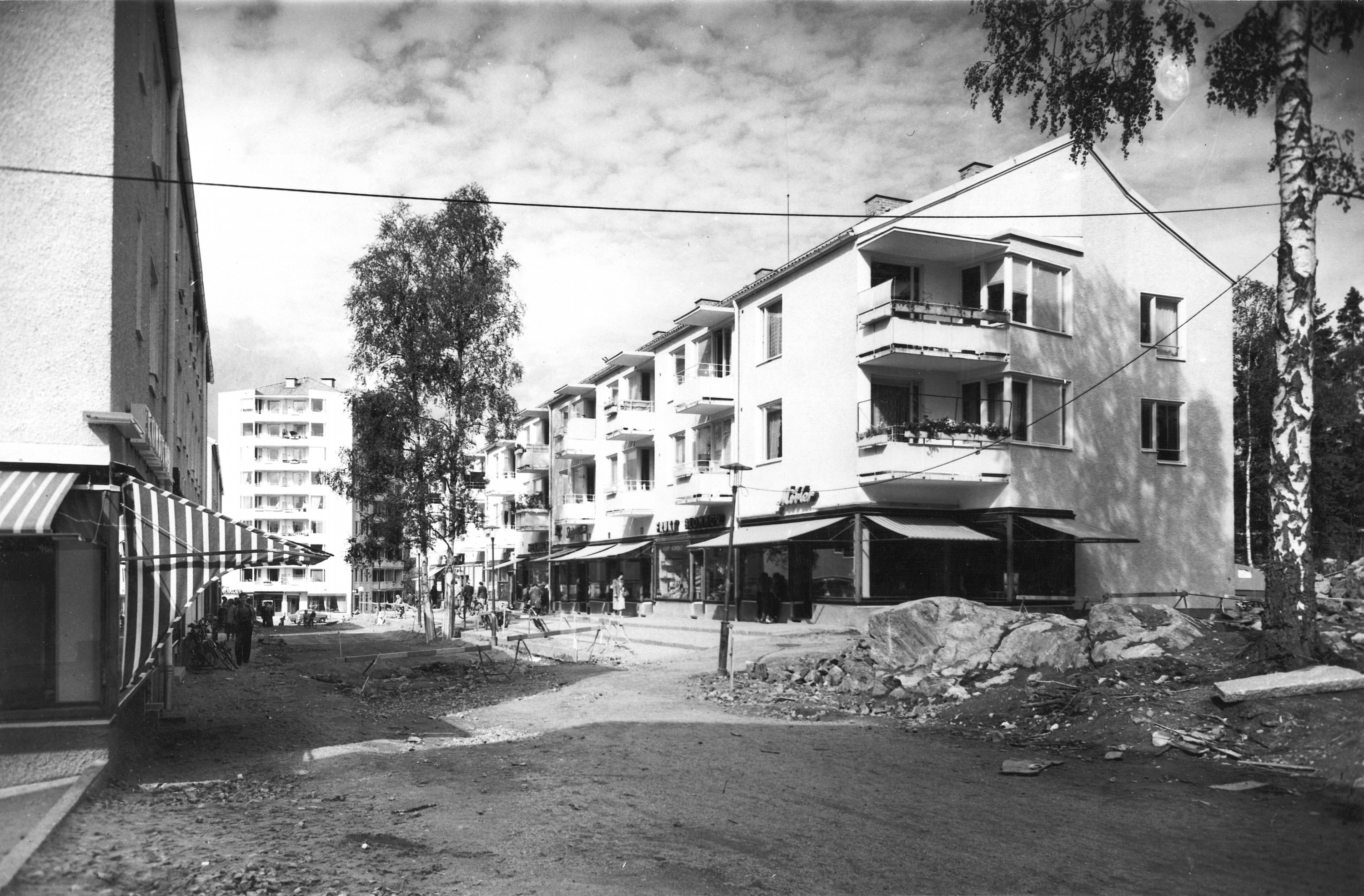
Centrumanläggningen med gågatan, 1950-tal.

Med undantag för Fagerängsområdet är Hökarängen utpekat som särskilt kulturhistoriskt värdefullt i översiktsplanen för Stockholms stad. Stadsdelen beskrivs i inventeringen som ett av de första exempel på stadsplaneidéer om grannskapsenheter och stadsdelscentra i Sverige och Hökarängens centrum som det första förortscentrum i Sverige planerat trafikseparerat med en bilfri gågata. Den välgestaltade och välbevarade centrumanläggningen, som på ett tidstypiskt sätt markeras av ett högt punkthus, har samhällshistoriska och stadsplaneringshistoriska värden.
Byggnaderna i Hökarängen har i samband med Stockholms stadsmuseums inventering av bebyggelsen i ytterstaden klassificerats i fyra kategorier med hänsyn till deras kulturhistoriska värde. Stadsmuseet använder ett färgsystem för att klassificera byggnader, blått, grönt, gult och grått. Blå klassificering innebär att bebyggelsens kulturhistoriska värde motsvarar fordringarna för byggnadsminnen i Kulturminneslagen och har getts till Sjöskumspipan 4 i Tobaksområdet. Grön klassificering används för bebyggelse med högt kulturhistoriskt värde och som är särskilt värdefull från historisk, kulturhistorisk, miljömässig eller konstnärlig synpunkt, och har getts till bland annat centrumanläggningen och hela Tobaksområdet och Skönstaholm.

## Demografi
År 2017 hade stadsdelen cirka 9 600 invånare, varav cirka 35,3 procent med utländsk bakgrund.

## Kultur

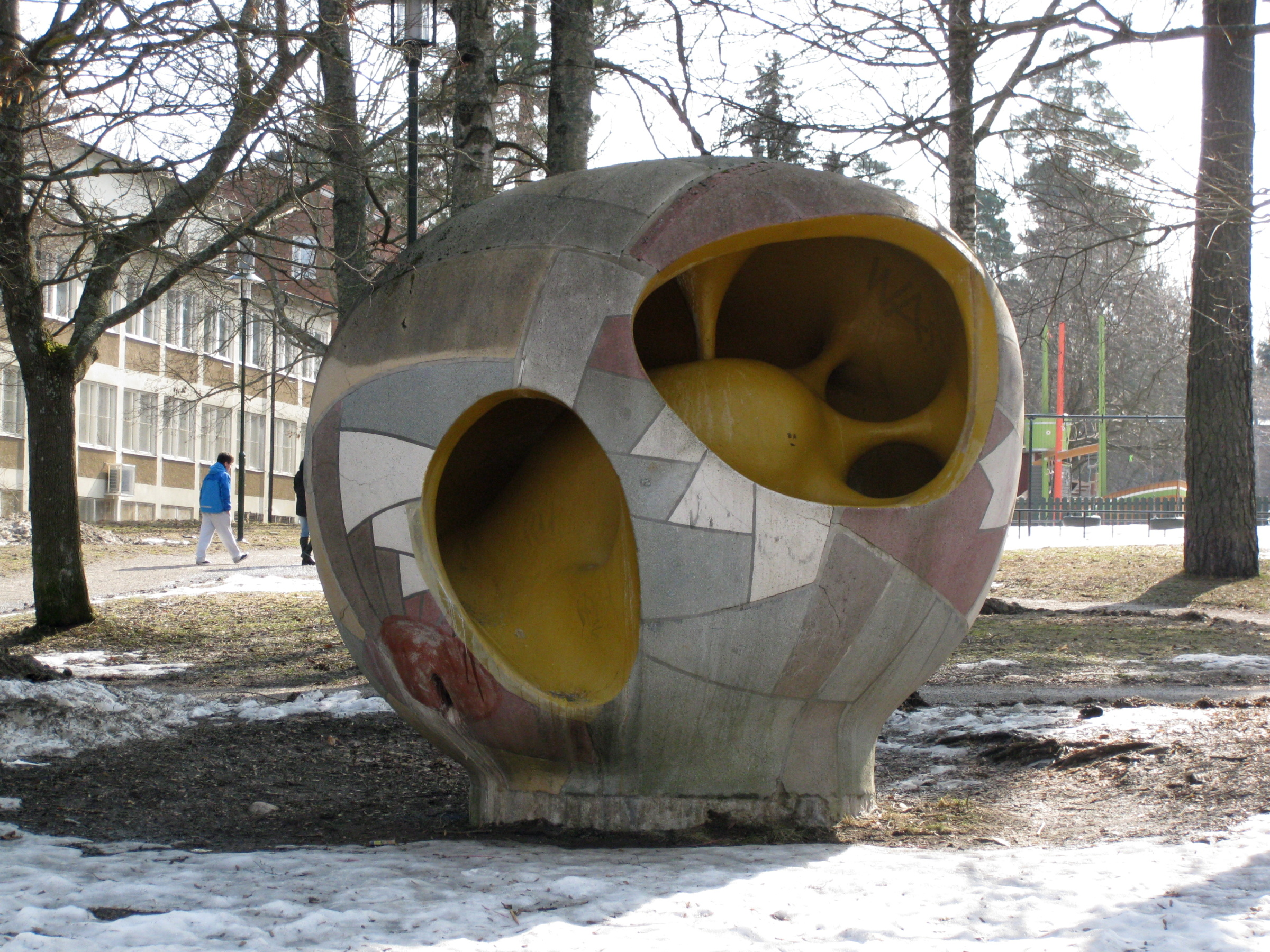
Lekskulpturen Ägget av Egon Möller-Nielsen i Fagerlidsparken.

Hökarängen har flera offentliga konstverk och konstnärliga utsmyckningar av bostadshusen. Sedan 2004 finns en konsthall i området.

### Konstnärlig utsmyckning
Flera offentliga konstverk finns utplacerade. På Hökarängsplan finns en fontän i brons av Erik Glemme och Sture Andersson, rest 1954. Andra konstnärer som är representerade i stadsdelen är Ernst Billgren och Egon Möller-Nielsen. Flera av bostadshusen har också konstnärlig utsmyckning, bland annat finns järnreliefer skapade av Annie Wiberg i entréer på Hovmästarvägen och Stadsbudsvägen och portarna i Veckodagsområdet har reliefer i konststen utförda av Gösta Fredberg.

### Konsthall C
Konsthall C etablerade sig år 2004 i Hökarängen. Konsthallen ligger i centraltvättstugan som uppfördes 1949 efter ritningar av David Helldén. Förutom centraltvättstuga var byggnaden tänkt att fungera som social mötesplats för de boende i området. Byggnaden rymmer förutom konsthallen en modern tvättstuga, samt konstnärsateljéer och samlingslokaler.

## Kommunikationer

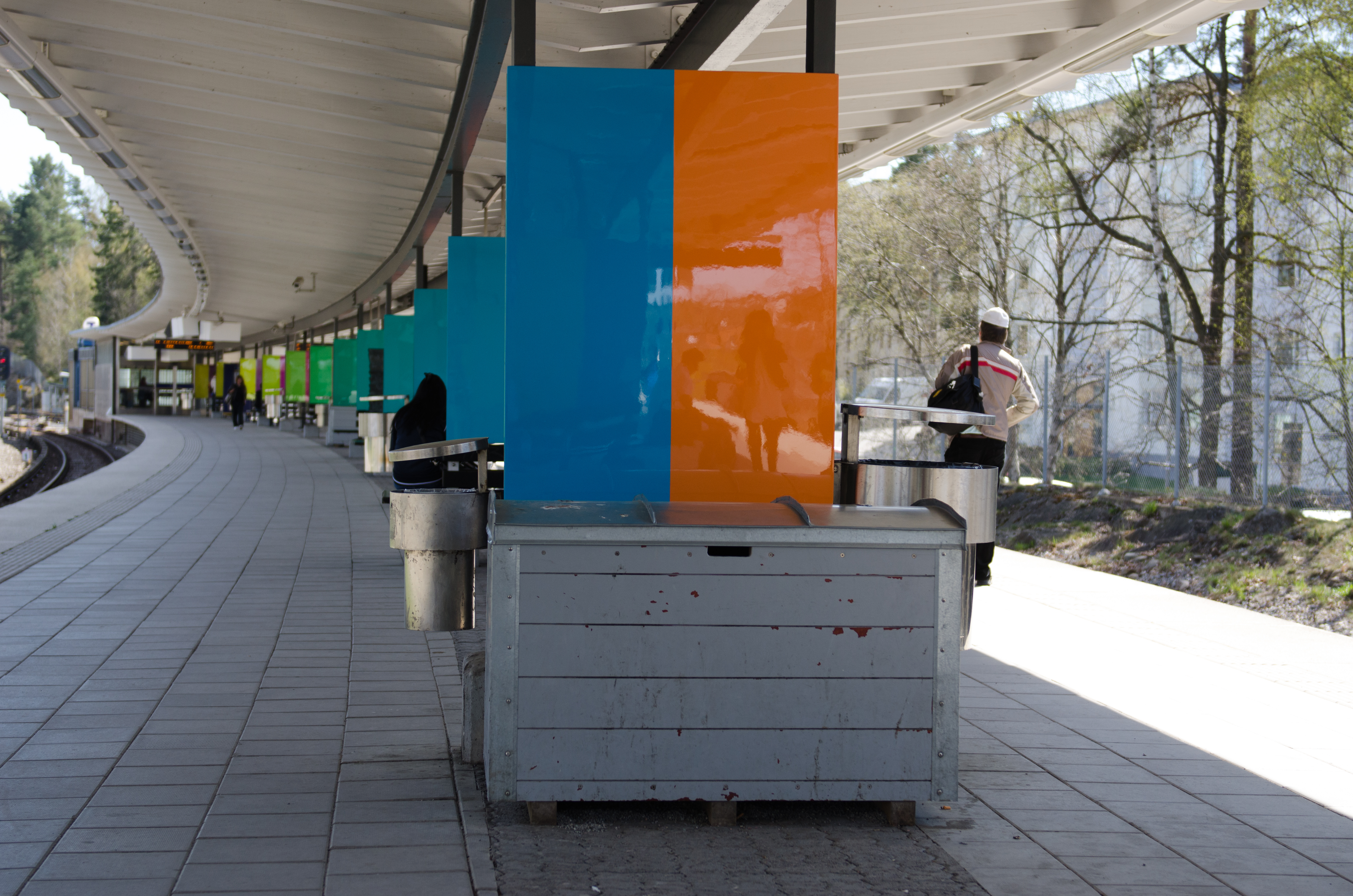
Tunnelbanestationen.

## Skola och barnomsorg

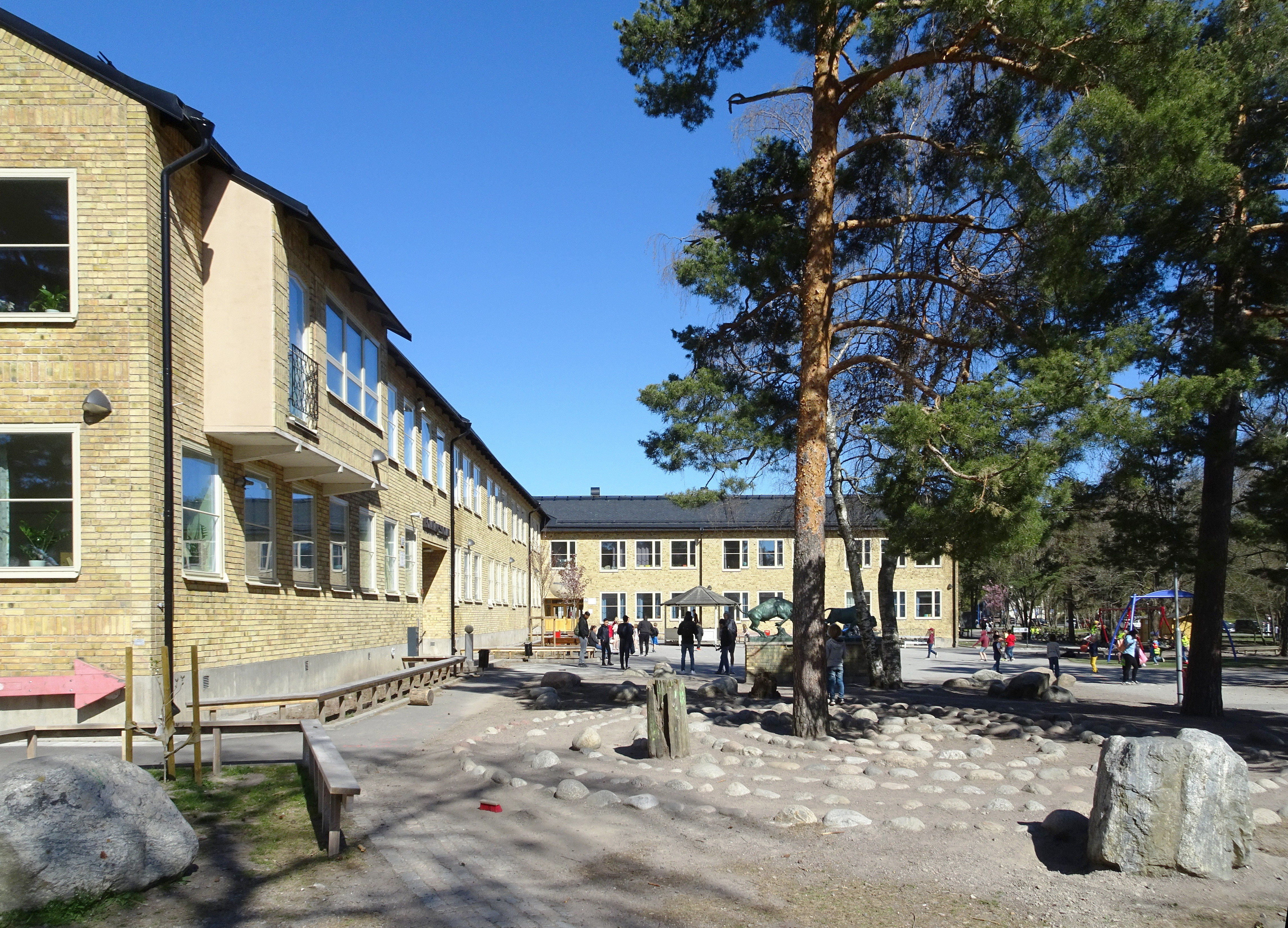
Hökarängsskolan, april 2020.